# 秦生祥
秦 生祥（しん せいしょう、1957年2月 - ）は、中華人民共和国の海軍軍人。階級は海軍上将。第12代中国人民解放軍海軍政治委員。

## 経歴
湖北省出身。1977年、中国人民解放軍入隊。中国共産党中央党校函授学院経済管理専業（専攻）卒業。
2017年8月より中国人民解放軍海軍政治委員を務める。